# Escuelas Municipales de Clovis
Las Escuelas Municipales de Clovis (Clovis Municipal Schools) es un distrito escolar de Nuevo México. Tiene su sede en Clovis. El consejo escolar tiene un presidente, un vicepresidente, un secretario, y dos miembros. Gestiona dos escuelas preescolares, 12 escuelas primarias, tres escuelas medias, y tres escuelas preparatorias (high schools).